# Воздухоплавательная улица
Воздухопла́вательная улица — улица в Московском районе Санкт-Петербурга. Проходит от Лиговского до Витебского проспекта.

## История
Название Воздухоплавательная улица известно с 1908 года, дано по Учебному воздухоплавательному парку, находившемуся в начале XX века поблизости.
В 2023—2024 году трасса улицы была спрямлена и проложена вдоль Витебской железной дороги, где через новый путепровод была соединена со спрямлённой трассой Витебского проспекта.